# S/2004 S 12
S/2004 S 12 は、土星の衛星のひとつである。
2004年12月12日に、スコット・S・シェパード、デビッド・C・ジューイット、ブライアン・マースデン、ジャン・クレイナらの観測チームにより発見された。観測にはすばる望遠鏡、W・M・ケック天文台、ジェミニ北望遠鏡の大型望遠鏡群が用いられた。発見は翌2005年5月3日に小惑星センターのサーキュラーで、5月4日に国際天文学連合のサーキュラーでそれぞれ公表され、S/2004 S 12 という仮符号が与えられた。なお一連の観測では、合わせて12個の土星の新衛星が発見されている。
推定直径が 5 km の小さな衛星である。逆行軌道を持ち、北欧群に属すると考えられるが、詳細は不明である。S/2004 S 12 は2004年の発見報告以降は検出されておらず、見失われた状態にある。